# 海軍總司令部 (德國國防軍)
海軍總司令部（德語：Oberkommando der Marine，常縮寫為「OKM」）是納粹德國時期的國防軍海軍最高司令部。1935年，希特勒宣佈重整軍備，多數在《凡爾賽條約》下受到限制而暗自發展的機關公開化，原威瑪共和國海軍司令部——「海軍總部」改名為「海軍總司令部」（或又常譯作「海軍最高統帥部」），結構也基本承襲後者。「海軍總司令部」負責人為「海軍總司令」（Oberbefehlshaber der Marine），該單位統籌海軍包括指揮、管理、訓練在內的所有業務，在1936年中時下有五個單位：
- 「海軍司令部辦公室」（Marinekommandoamt，通稱A局，統籌海上作戰與佈署）
- 「海軍總辦公室」（Allgemeine Marineamt，通稱B局，負責分配預算、調度輔助船艦及商船隊）
- 「海軍行政管理辦公室」（Marineverwaltungsamt，通稱C局，負責薪資、伙食、住宿和制服等業務）
- 「海軍軍備辦公室」（Marinewaffenamt，通稱「MWa」，負責研製各式武器，如艦砲、水雷、魚雷）
- 「海軍建造辦公室」（Marinekonstruktionsamt，通稱K局，負責設計與建造軍艦）

另外還有直屬海軍總司令的「海軍人事部」（Marineoffizierspersonalabteilung，主管所有人員的任命，晉升，調動和退休）和「海軍醫學部」（Marinemedizinalabteilung）。
1937年4月1日，「海軍總參謀部」成立，並併入「海軍總司令部」成為下級單位。
以下是這段英文維基語法的中文翻譯，保留了原始模板與格式結構，適合用於中文維基百科條目中：

## 歷任長官
海軍最高司令官（OKM，Oberbefehlshaber der Marine）
| 任次 | 肖像                      | 海軍最高司令官                                   | 就职          | 离职           | 任职时间 |
| ---- | ------------------------- | ------------------------------------------------ | ------------- | -------------- | -------- |
| 1    | 埃里希·雷德爾             | 海軍大將 埃里希·雷德爾 （1876–1960）             | 1935年6月1日  | 1943年1月30日  | 7岁243天 |
| 2    | 卡爾·鄧尼茨               | 海軍大將 卡爾·鄧尼茨 （1891–1980）               | 1943年1月30日 | 1945年5月1日   | 2岁91天  |
| 3    | 漢斯-格奧爾格·馮·弗里德堡 | 海軍上將 漢斯-格奧爾格·馮·弗里德堡 （1895–1945） | 1945年5月1日  | 1945年5月23日† | 22天     |
| 4    | 瓦爾特·瓦爾策哈           | 海軍上將 瓦爾特·瓦爾策哈 （1891–1956）           | 1945年5月23日 | 1945年7月22日  | 60天     |

### 海軍最高司令官旗幟
1935年11月7日，國防軍部長兼德國國防軍總司令維爾納·馮·布隆貝格頒布法令，命令為帝國海軍（Kriegsmarine）最高司令官引入一種新樣式的指揮旗。旗幟為一面白底方形旗幟，中間繪有一個大型黑色鐵十字勳章，其後交叉著兩把金黃色的無鞘直劍，呈直角相交。
1939年4月1日，當埃里希·雷德爾晉升為海軍大將後，旗幟進行了修改：劍被替換為一對交叉的海軍元帥權杖，其上覆有金色的國防軍之鷹（Wehrmachtsadler），面朝旗桿方向。
1943年1月30日，為了表示雷德爾擔任帝國海軍總檢查官（Admiralinspekteur）的身份，特別引入了另一面旗幟，圖樣與海軍總司令官旗幟相同，但加上了寬大的淺藍色邊框。

1935年11月7日至1939年3月30日間的總司令官旗幟
1939年4月1日至1945年5月8日間的總司令官旗幟
1943年2月1日至1945年5月8日間的總檢查官旗幟